# Spilosoma sordida
Spilosoma sordida là một loài bướm đêm thuộc phân họ Arctiinae, họ Erebidae.